# Little Dorrit (2008)
Little Dorrit är en brittisk miniserie från 2008 som är baserad på Charles Dickens roman Lilla Dorrit. Serien har belönats med sju Emmy Awards.

## Handling
Tjugoettåriga Amy Dorrit har hela sitt liv bott i fängelset Marshalsea i London, på grund av att familjen inte kunnat betala sina skulder. Hon tar hand om sin far, William, som har uppnått en upphöjd ställning i fängelset efter att ha bott där i decennier. Amy arbetar som sömmerska hos Mrs. Clennam för att dra in lite pengar till familjen. Vänskap uppstår mellan Amy och Mrs. Clennams son Arthur och den utvecklas till kärlek.

## Rollista i urval
- Claire Foy - Amy Dorrit
- Matthew Macfadyen - Arthur Clennam
- Judy Parfitt - Mrs. Clennam
- Tom Courtenay - William Dorrit
- Andy Serkis - Rigaud / Blandois
- Eddie Marsan - Mr. Pancks
- Emma Pierson - Fanny Dorrit
- James Fleet - Frederick Dorrit
- Arthur Darvill - Edward "Tip" Dorrit
- Anton Lesser - Mr. Merdle
- Amanda Redman - Mrs Merdle
- Sebastian Armesto - Edmund Sparkler
- Alun Armstrong - Jeremiah / Ephraim Flintwinch
- Sue Johnston - Affery Flintwinch
- Georgia King - Pet Meagles
- Alex Wyndham - Henry Gowan
- Bill Paterson - Mr. Meagles
- Janine Duvitski - Mrs. Meagles
- Ruth Jones - Flora Casby Finching
- John Alderton - Christopher Casby
- Annette Crosbie - Mr F's tant
- Zubin Varla - Daniel Doyce
- Russell Tovey - John Chivery
- Ron Cook - Mr. Chivery